# Thérèse de Saint-Augustin
Pour l’article homonyme, voir Mère Thérèse de Saint-Augustin.
Marie-Madeleine-Claudine Lidoine, appelée en religion Mère Thérèse de Saint-Augustin ou parfois Madame Lidoine (Paris le 22 septembre 1752 - Paris le 29 messidor an II (17 juillet 1794)) est la mère supérieure des Carmélites de Compiègne qui furent guillotinées à Paris durant la Grande Terreur.
Béatifiée avec ses sœurs carmélites martyres de Compiègne le 27 mai 1906 par le pape Pie X, elle est fêtée le 17 juillet. Elle est canonisée le 18 décembre 2024 par le pape François.

## Biographie

### Enfance et entrée au Carmel
Marie-Madeleine-Claudine Lidoine est née 22 septembre 1752. Lorsqu'elle se présente pour rentrer au Carmel, elle ne parvient pas à rassembler la dot nécessaire. La mère supérieure du couvent de Saint-Denis, Mère Thérèse de Saint-Augustin, lui verse alors sa dot pour faciliter son admission. En reconnaissance, la jeune carmélite prendra comme nom de religion, le même nom que sa bienfaitrice : Sœur puis Mère Thérèse de Saint-Augustin.

### La Révolution
Lorsque la Révolution française éclate en 1789, Mère Thérèse de Saint-Augustin est la supérieure du couvent du Carmel de Compiègne qui compte vingt-et-une religieuses. 
À cause du décret du 13 février 1790 qui supprime les Ordres religieux, chaque carmélite est invitée à déclarer si son intention est de sortir de son monastère. Toutes affirment « vouloir vivre et mourir dans cette sainte maison ». En janvier 1791, Mère Thérèse de Saint-Augustin est réélue prieure. Les religieuses sont expulsées du couvent en septembre 1792.

### La Consécration pour la France
Un siècle avant la Révolution, une carmélite de ce monastère, sœur Élisabeth-Baptiste, avait vu en songe toutes les religieuses de son couvent dans la gloire du ciel, revêtues de leur manteau blanc et tenant une palme à la main. L'interrogation quant à l'éventualité d'un martyre pour les religieuses de ce couvent était restée présente tout au long du siècle, jusqu'à l'arrivée de la Révolution et du début des violences.
En septembre 1792, lorsque mère Thérèse sent dans la communauté monter le désir du martyre, elle propose aux religieuses, de faire un acte de consécration par lequel « la communauté s'offrirait en Holocauste pour apaiser la colère de Dieu et (pour) que cette divine paix que son cher Fils était venue apporter au monde fût rendue à l'Église et à l'État ».
Cette consécration est faite d'enthousiasme par toutes les religieuses, sauf deux, plus anciennes, qui expriment leurs craintes. Elles sont moins émues par le sacrifice lui-même que de la manière dont il devra s'accomplir (la guillotine). Mais quelques heures plus tard, en pleurant, elles sollicitent la faveur de prêter à leur tour le serment, et ainsi de se joindre à leurs sœurs.
Chaque jour, la communauté renouvelle sa consécration, et son engagement à mourir pour la France.
Le 14 septembre 1792, en application de la loi sur les congrégations religieuses, les carmélites sont expulsées de leur couvent. Elles sont hébergées dans la ville de Compiègne par quelques familles, et vivent réparties en petits groupes dans quatre maisons, étroitement surveillées par la police locale. Elles n'en continuent pas moins, mais secrètement, de mener leur vie selon la Règle de sainte Thérèse d'Avila et de se rendre discrètement à la messe.

### Le martyre

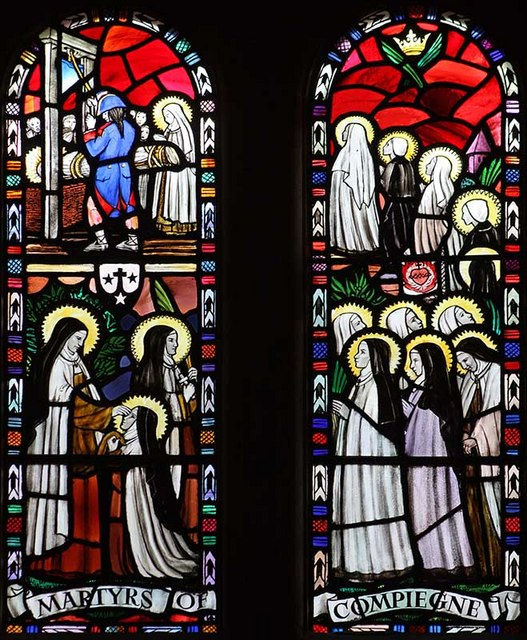
Exécution des Carmélites, vitrail de l'église Notre-Dame-du Mont-Carmel de Quidenham (Angleterre).

Les lois de Prairial an II durcissent la politique anti-religieuse et le 23 juin 1794, les religieuses sont arrêtées et incarcérées dans l'ancien couvent de la Visitation devenu prison. Elles sont envoyées le 12 juillet à Paris pour être jugées.
Arrivées dans la cour de la Conciergerie après un voyage harassant, les sœurs, les mains liées dans le dos, doivent se débrouiller comme elles le peuvent pour descendre rapidement de la charrette.
Les religieuses sont jugées sommairement, condamnées et conduites pour l'exécution place de la Nation le 17 juillet 1794. Lors de l'exécution d'une communauté de religieuses, les bourreaux avaient l'habitude de faire passer le ou la supérieure de la communauté en premier, puis successivement tous les religieux, du plus âgé au plus jeune. Exceptionnellement, pour cette exécution, ce fut l'inverse : Constance de Jésus, la plus jeune carmélite s'agenouille devant sa supérieure pour recevoir sa bénédiction. Puis toutes les autres religieuses suivent (après avoir reçu la bénédiction de Mère Thérèse), et enfin, la carmélite monte à son tour sur l’échafaud.
Son corps, comme ceux de ses sœurs, est jeté dans une fosse commune du cimetière de Picpus voisin.

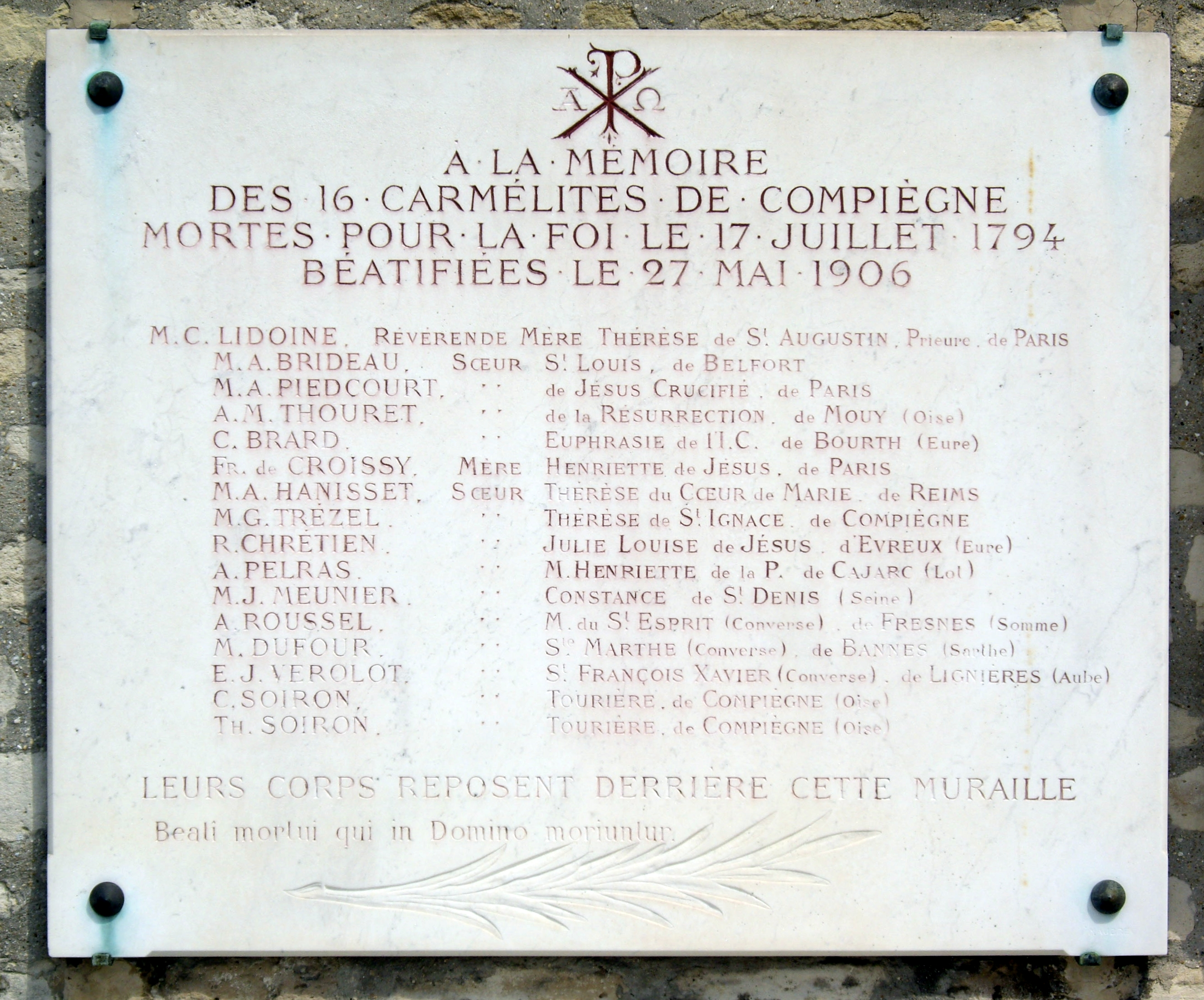
Plaque commémorative du cimetière de Picpus

### Béatification et canonisation
Mère Thérèse est béatifiée en même temps que les sœurs carmélites martyres de Compiègne le 27 mai 1906 par le pape Pie X. Sa mémoire est fêtée le 17 juillet (avec les 16 autres carmélites).
Le 18 décembre 2024 le pape François la proclame sainte par un décret de canonisation équipollente avec les autres martyres de Compiègne.

## Les Carmélites de Compiègne
Pour le détail de la vie, du procès et de l'exécution des Carmélites, dont Charlotte de la Résurrection, se reporter à l'article des Carmélites de Compiègne qui traite la vie de toute la communauté.